# D'Arcy Carden
D'Arcy Carden, nata Darcy Beth Erokan (Danville, 4 gennaio 1980), è un'attrice statunitense, salita alla ribalta grazie al ruolo di Janet nella sitcom The Good Place.

## Biografia

### Origini
Darcy Beth Erokan è nata a Danville, il 4 gennaio 1980, da madre americana e padre originario della Turchia. Quest'ultimo fu attore teatrale e fondatore della rivista musicale statunitense Bam. Durante l'adolescenza l'attrice, ispirata dalla bassista D'arcy Wretzky degli Smashing Pumpkins, decise di aggiungere l'apostrofo al cognome. Dopo aver frequentato la San Ramon Valley High School, ha studiato teatro presso la Southern Oregon University.

### Carriera
Dopo aver completato gli studi, Carden si è trasferita a New York. Nel 2004, dopo la visione di uno spettacolo, ha iniziato a lavorare per la compagnia teatrale di improvvisazione Upright Citizens Brigade. Il suo primo incarico televisivo di rilievo arriva nel 2014, con il ruolo Gemma nella serie comica Broad City. Negli anni successivi ha avuto piccole apparizioni nelle serie Inside Amy Schumer e Crazy Ex-Girlfriend e nel film Other People.
Dal 2016 al 2020 ha interpretato l'essere artificiale Janet nella serie The Good Place, recitando al fianco di Kristen Bell e Ted Danson. Per la sua interpretazione l'attrice ha ricevuto recensioni positive dalla critica, tanto da ricevere una candidatura al Premio Emmy e al Critics Choice come miglior attrice non protagonista in una serie commedia.
Carden è inoltre parte del cast delle prime tre stagioni di Barry, per la quale è stata candidata tre volte allo Screen Actors Guild Award per il miglior cast in una serie commedia. Nel 2022 è tra i protagonisti della serie Ragazze vincenti - La serie, pubblicata su Prime Video.  L'anno successivo ha preso parte al film Un matrimonio esplosivo, diretto da Jason Moore, insieme a Jennifer Lopez e Jennifer Coolidge, e ha fatto il suo debutto a Broadway, all'Helen Hayes Theater, recitando nella commedia The Thanksgiving Play.

## Vita privata
Nel 2010 ha sposato il produttore televisivo James Carden.

## Filmografia

### Attrice

#### Cinema
- Pet-O-Rama, regia di Keith DeCristo – cortometraggio (2010)
- Bachelorette Ashley Is Single Again, regia di Chris Kelly – cortometraggio (2011)
- Mob Wives, regia di Chris Kelly – cortometraggio (2011)
- Mob Wives 2: The Christening, regia di Ryan Perez – cortometraggio (2012)
- iSteve, regia di Ryan Perez (2013)
- The To Do List - L'estate prima del college (The To Do List), regia di Maggie Carey (2013)
- Anna Kendrick Goes K-Pop with F(x), regia di Andy Maxwell – cortometraggio (2013)
- I Know You Think I Farted, regia di Danny Jelinek – cortometraggio (2014)
- We Make That Lemonade, regia di Ian Pfaff – cortometraggio (2014)
- Unengaged, regia di LP – cortometraggio (2015)
- Other People, regia di Chris Kelly (2016)
- Papi Chulo, regia di John Butler (2018)
- Greener Grass, regia di Jocelyn DeBoer e Dawn Luebbe (2019)
- Let It Snow - Innamorarsi sotto la neve (Let It Snow), regia di Luke Snellin (2019)
- Bombshell - La voce dello scandalo (Bombshell), regia di Jay Roach (2019)
- Ride the Eagle, regia di Trent O'Donnell (2021)
- Invitati per forza (The People We Hate at the Wedding), regia di Claire Scanlon (2022)
- Un matrimonio esplosivo (Shotgun Wedding), regia di Jason Moore (2023)
- Wes Is Dying, regia di Parker Seaman (2023)
- Dicks: The Musical, regia di Larry Charles (2023)
- The Gutter, regia di Yassir Lester (2024)
- She Taught Love, regia di Nate Edwards (2024)
- Sketch, regia di Seth Worley (2024)
- Turn Me On, regia di Michael Tyburski (2024)

#### Televisione
- Homeschooled, regia di John Kingman – film TV (2009)
- UCB Comedy Originals – serie TV, 20 episodi (2009-2013)
- Rhonda Casting – serie TV, 6 episodi (2009-2011)
- Naked in a Fishbowl – serie TV, 3 episodi (2010)
- Diamonds Wow! - serie TV, 1x02 (2011)
- Jest Originals – serie TV, 4 episodi (2011-2012)
- Inside Amy Schumer – serie TV, 1x06 (2013)
- Gay of Thrones – serie TV, 3x10 (2013)
- Comedy Bang! Bang! – serie TV, 3 episodi (2013-2015)
- Broad City – serie TV, 5 episodi (2014-2019)
- CollegeHumor Originals – serie TV, 4 episodi (2014-2016)
- Adam Ruins Everything – serie TV, 1 episodio (2015)
- Crazy Ex-Girlfriend – serie TV, 1 episodio (2016)
- The Good Place – serie TV, 47 episodi (2016-2020)
- Barry – serie TV, 20 episodi (2018-2023)
- An Emmy for Megan – serie TV, 1 episodio (2018)
- Bonding – serie TV, 3 episodi (2019)
- Last Week Tonight with John Oliver – programma TV, 1 puntata (2019)
- Single Parents – serie TV, 2x14 (2020)
- Mapleworth Murders - serie TV, 2 episodi (2020)
- Creepshow - serie TV, 2x05 (2021)
- Killing It - serie TV, 1x05 (2022)
- Ragazze vincenti - La serie (A League of Their Own) – serie TV, 8 episodi (2022)
- La pazza storia del mondo, Parte II (History of the World, Part II) – serie TV, episodio 1x07 (2023)
- Nobody Wants This - serie TV, 3 episodi (2024)
- A Man on the Inside - serie TV, 1x08 (2024)
- The Handmaid's Tale - serie TV, 3 episodi (2025)
- Adults - serie TV, episodio 1x08 (2025)

### Doppiatrice
- American Dad! – serie animata, 5 episodi (2018-2022)
- Robot Chicken – serie animata, 10x2 (2019)
- The Rocketeer - serie TV, 4 episodi (2019-2020)
- Archer – serie animata, episodio 11x3 (2020)
- No Activity - serie TV, 4x02 (2021)
- Dragons: The Nine Realms – serie animata, 13 episodi (2021-2023)
- Il fantasma e Molly McGee (The Phantom and Molly McGee) - serie animata, 1x15 (2022)
- Strange Planet - serie animata, 1x01 (2023)
- Krapopolis - serie animata, 1x11 (2023)
- Clone High - serie animata, 3 episodi (2024)

## Teatro
- The Thanksgiving Play di Larissa Fasthorse, regia di Rachel Chavkin. Helen Hayes Theater di Broadway (2023)

## Riconoscimenti
- Premio Emmy
  - 2020 – Candidatura alla Miglior attrice non protagonista in una serie commedia per The Good Place[8]
- Critics' Choice Awards
  - 2020 – Candidatura alla miglior attrice non protagonista in una serie commedia per The Good Place[8]
- Drama League Award
  - 2023 - Candidatura alla miglior performance per The Thanksgiving Play[16]
- Screen Actors Guild Award
  - 2019 – Candidatura come miglior cast in una serie commedia per Berry[9]
  - 2020 – Candidatura come miglior cast in una serie commedia per Berry[10]
  - 2022 – Candidatura come miglior cast in una serie commedia per Berry[11]
- Theatre World Award
  - 2023 – Miglior esordiente a Broadway per The Thanksgiving Play[17]

## Doppiatrici italiane
Nelle versioni in italiano delle opere in cui ha recitato, D'Arcy Carden è stata doppiata da:
- Angela Brusa in The Good Place, Barry, Bonding, Ragazze vincenti - La serie, Un matrimonio esplosivo
- Michela Alborghetti in Other People
- Gemma Donati in Bombshell - La voce dello scandalo
- Elena Perino in Nobody Wants This

Da doppiatrice è sostituita da:
- Angela Brusa in Archer